# Anomala chloropus
Anomala chloropus – gatunek chrząszcza z rodziny poświętnikowatych, podrodziny rutelowatych i plemienia Anomalini.
Gatunek ten został opisany w 1917 przez Gilberta Johna Arrowa.
Ciało długości od 14,5 do 16 mm i szerokości od 8,5 do 10 mm, krótko-owalne, wypukłe, silnie błyszczące, z wierzchu gęsto i drobno punktowane. Ubarwienie jabłkowo-zielone ze złocistożółtymi udami i spodem ciała oraz głęboko metalicznie zielonymi stopami i goleniami. Złocistożółty jest także V-kształtny znak na wierzchołku pygidium. Głowa z przodu gęsto i grubo punktowana, o nadustku szeroko zaokrąglonym. Tarczka i pokrywy delikatnie punktowane (pokrywy nieco silniej); te ostatnie ze słabo zdefiniowanymi podłużnymi rzędami raczej dużych punktów.
Chrząszcz orientalny, znany z indyjskich stanów Asam i Arunachal Pradesh oraz z Mjanmy.